# 東モンゴル自治政府

東モンゴル自治政府

東モンゴル自治政府（ひがしモンゴル-じちせいふ）は、中華人民共和国内モンゴル自治区東部一帯にかつて存在した政権。満洲国興安南省及び興安西省に相当する。
1945年（民国34年）8月、日本軍の敗戦に伴い満洲国が崩壊すると、興安各省の幹部及び日本の敗戦に伴い蜂起した騎馬部隊（興安軍）が王爺廟（現在のヒンガン盟ウランホト市）で善後策を協議、8月18日に内モンゴル人民解放委員会が成立し、興安総省省長であったボヤンマンダフ（博彦満都）が代表に就任した。
ボヤンマンダフやハーフンガーらは同時にソ連留学組を組織し内モンゴル人民革命党を再建、マルクス・レーニン主義に基づきソ連の指導の下で内モンゴルの解放を目指すと同時に、コミュンテルンとの連携を行い最終的にモンゴル人民共和国への編入を目指した。同年10月に併合を求める嘆願書を携えモンゴルを訪問したが、ヤルタ会談に従い8月に締結された中ソ友好同盟条約で国民党政府によるモンゴル独立承認と引き換えに、ソ連は中国国内の独立問題に関与しないことが定められていたためモンゴル政府に要望を拒否されている。
モンゴル併合が実現できない状況下、東モンゴルの自治ないし独立を求める「東モンゴル人民代表大会」が1946年1月15日からゲケーン＝スム（葛根）で開催され、同大会は最終日の19日に「東モンゴル自治政府樹立宣言」を公表、ボヤンマンダフが主席（首相）に選出された。同政府は内モンゴル東部での高度な民族自治を目標とし、同時に興安軍を改編し東モンゴル人民自治軍を組織した。
東モンゴル自治政府は満洲国時代の行政機構を継承し実効支配を強め、国民党政府に対し自治政府の承認と高度な民族自治を要求したが、国民党は東北問題に関する協定にもかかわらず内外モンゴル統一を依然企んでるとしてソ連とモンゴルに抗議した。国共内戦によりソ連の斡旋で内モンゴル東部に進出した中国共産党はウランフを派遣し自治政府との交渉を開始、自治政府有力者の中国共産党への入党工作が行われた。
4月、承徳市において内モンゴル人民共和国から改組された内モンゴル自治運動連合会と自治政府の会談が行われ、それまでの目標であった内外モンゴル統一は東西モンゴルの統一へと変更され、また独立ではなく民族平等自治を標榜するようになった。この段階で自治政府の後ろ盾であった内モンゴル人民革命党の主要構成員は中国共産党に入党していたためボヤンマンダフはウランフの指導を受諾した。5月27日に東モンゴル自治政府は発展的解消を宣言、その後は内モンゴル自治運動連合会東モンゴル支部とされ、自治軍は内モンゴル人民自衛軍（後の人民解放軍内蒙古軍区）となった。